# Galeries Royales Saint-Hubert

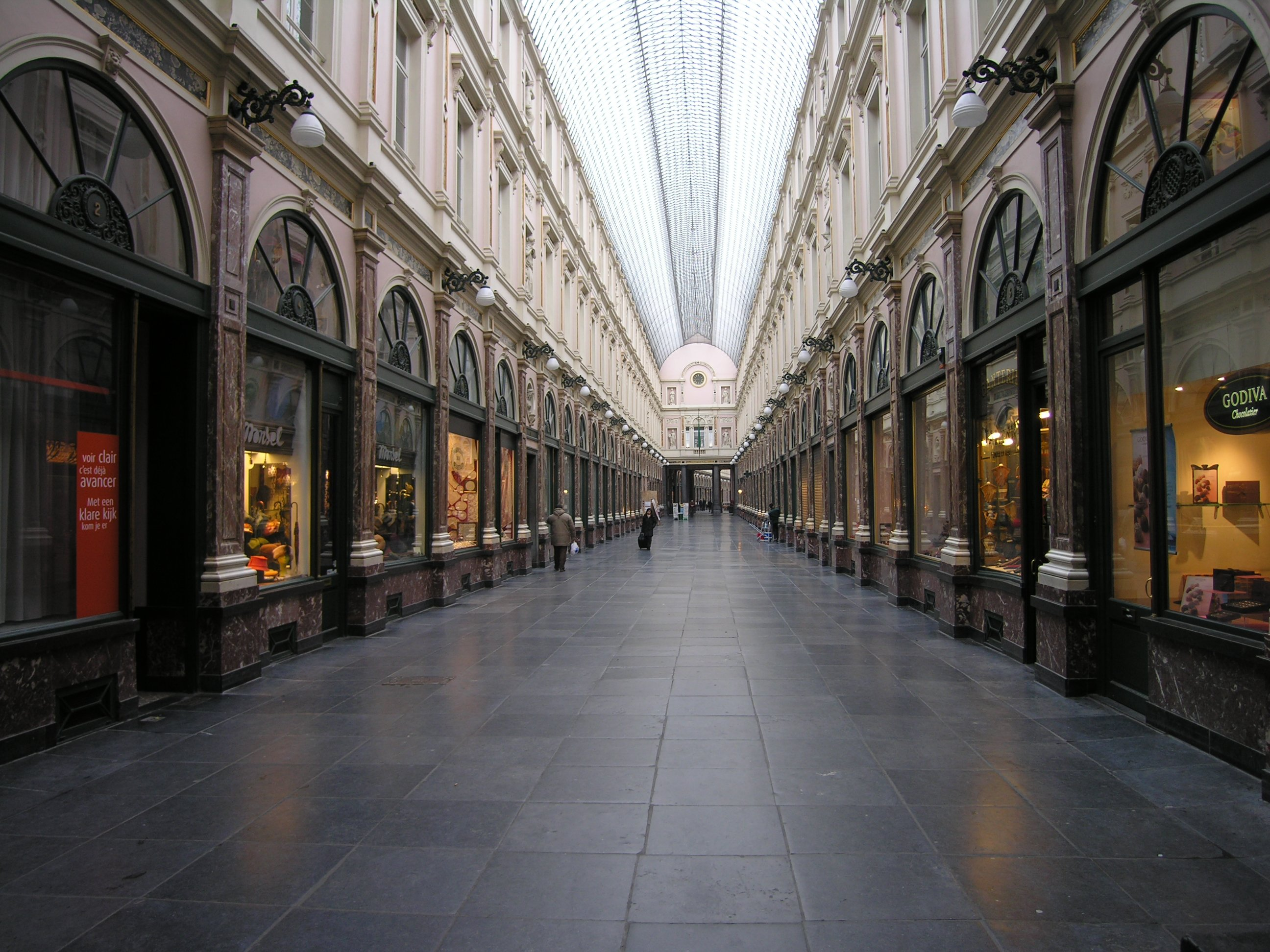
Galeries Royales Saint-Hubert

Galeries Royales Saint-Hubert (niz.: Sint-Hubertusgalerij nebo také Koninginnegalerij) je pasáž v Bruselu.
Pasáž se skládá ze tří částí – Galerie du Roi (Koningsgalerij), Galerie de la Reine (Koninginnegalerij) a menší boční pasáže Galerie des Princes (Prinsengalerij). Dvě hlavní pasáže jsou od sebe odděleny ulicí Rue des Bouchers (Beenhouwersstraat).
Stavba byla zahájena 6. května 1846 a trvala 18 měsíců. Slavnostní otevření proběhlo za přítomnosti krále Leopolda I. a jeho dvou synů. V roce 1847 byly tři části pasáže pojmenovány jako Galerie du Roi, Galerie de la Reine a Galerie du Prince. Současný název pochází z roku 1965.

## Galerie

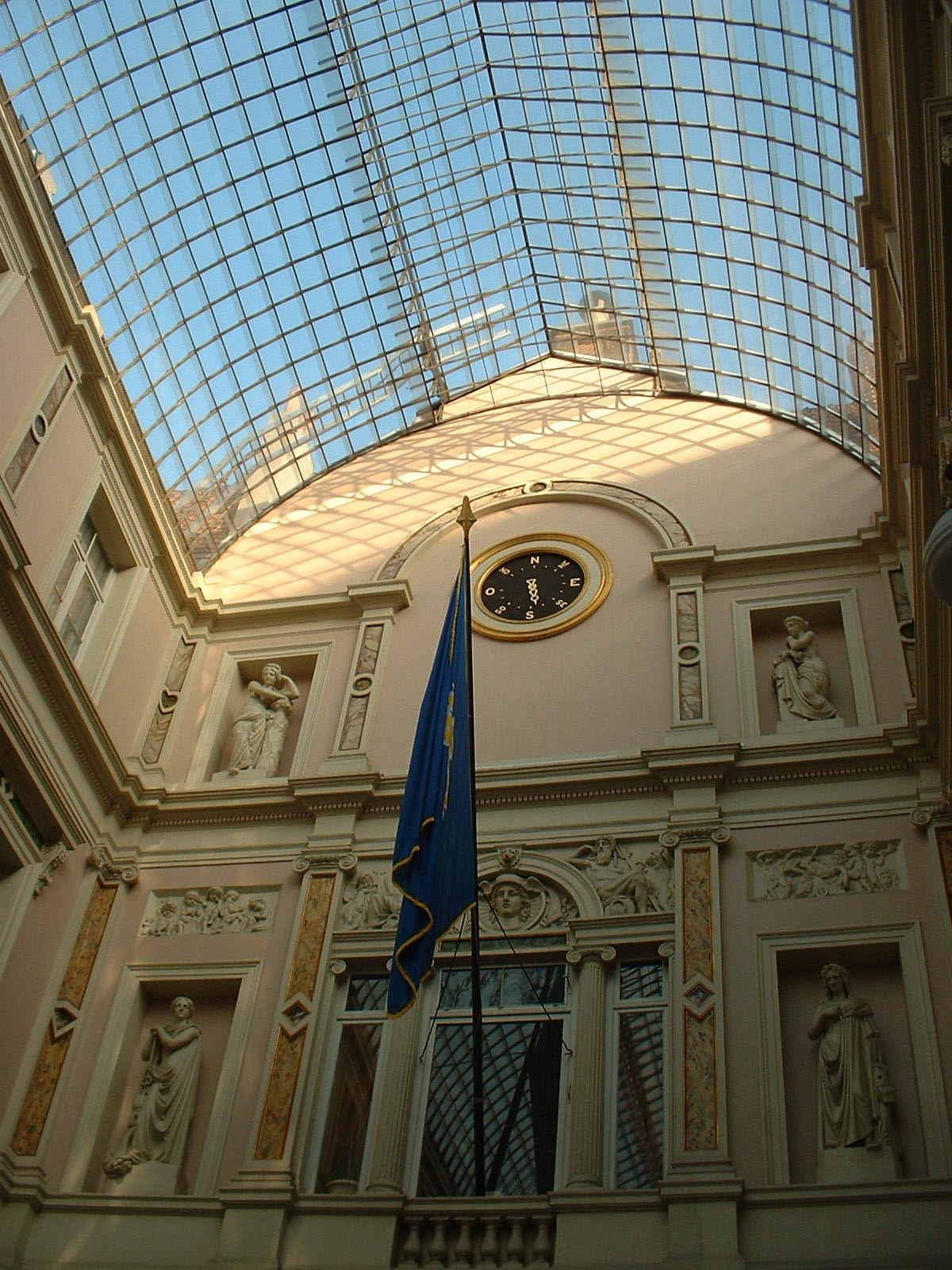
Interiér pasáže
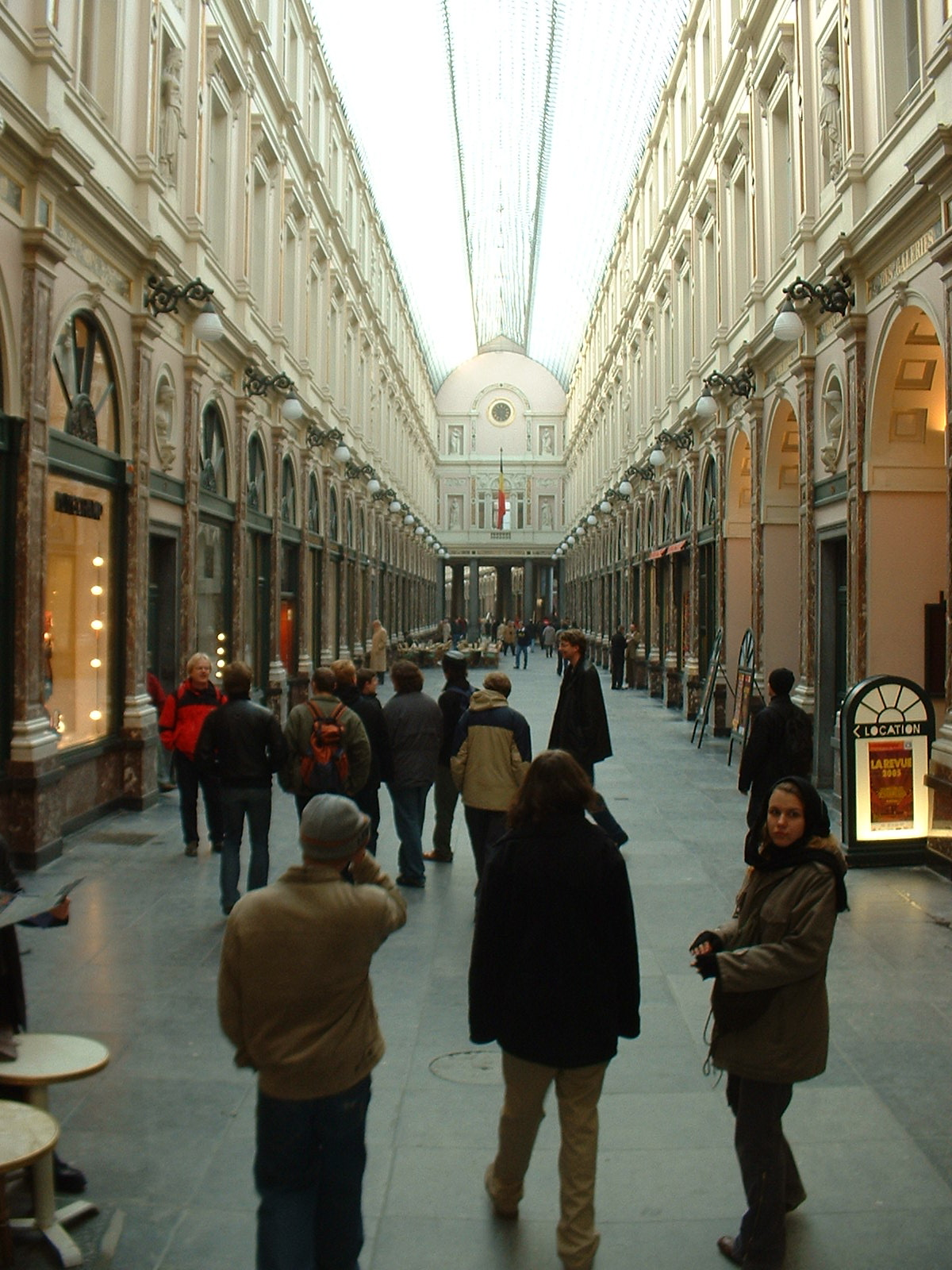
Interiér pasáže
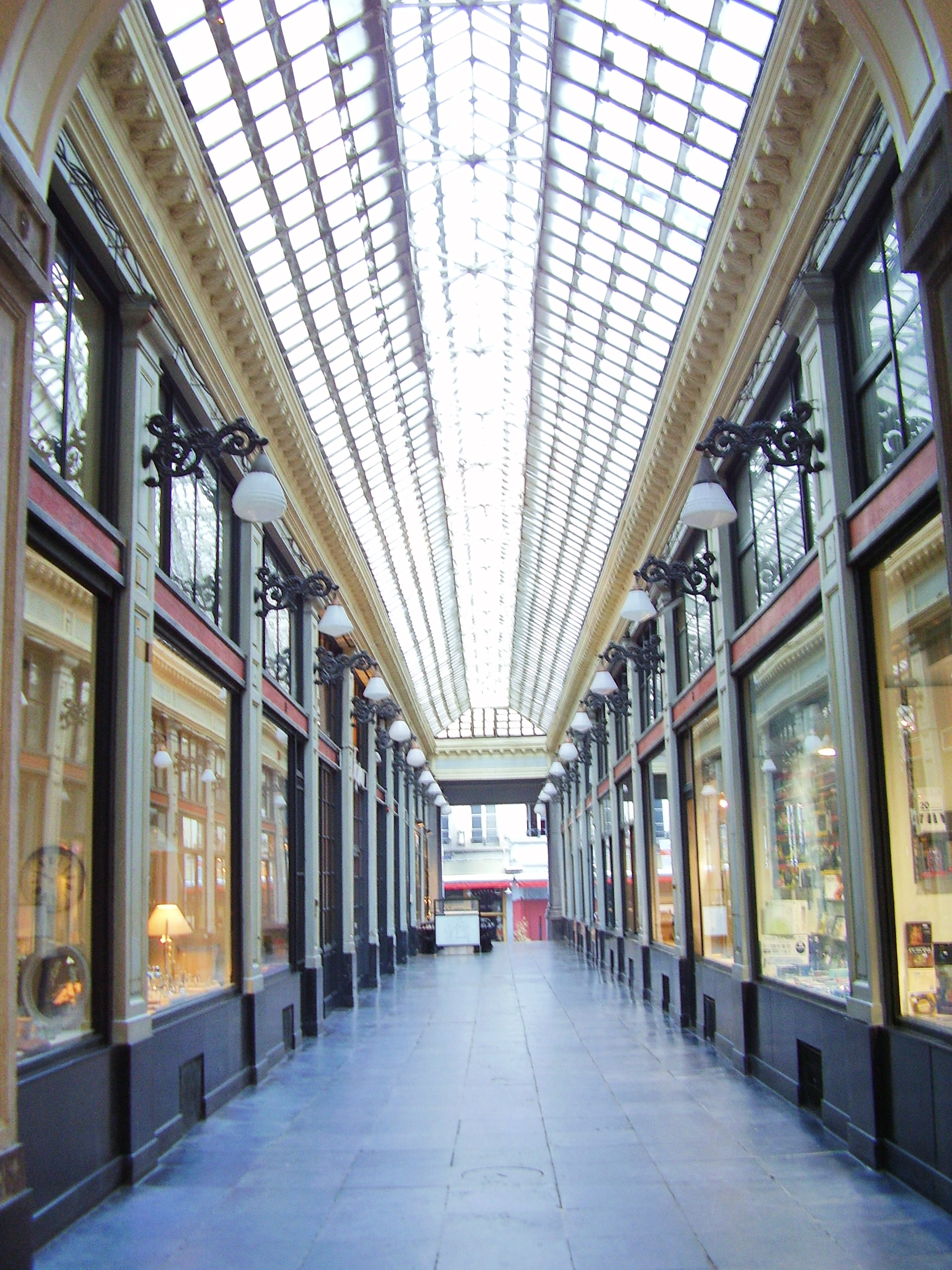
Interiér pasáže
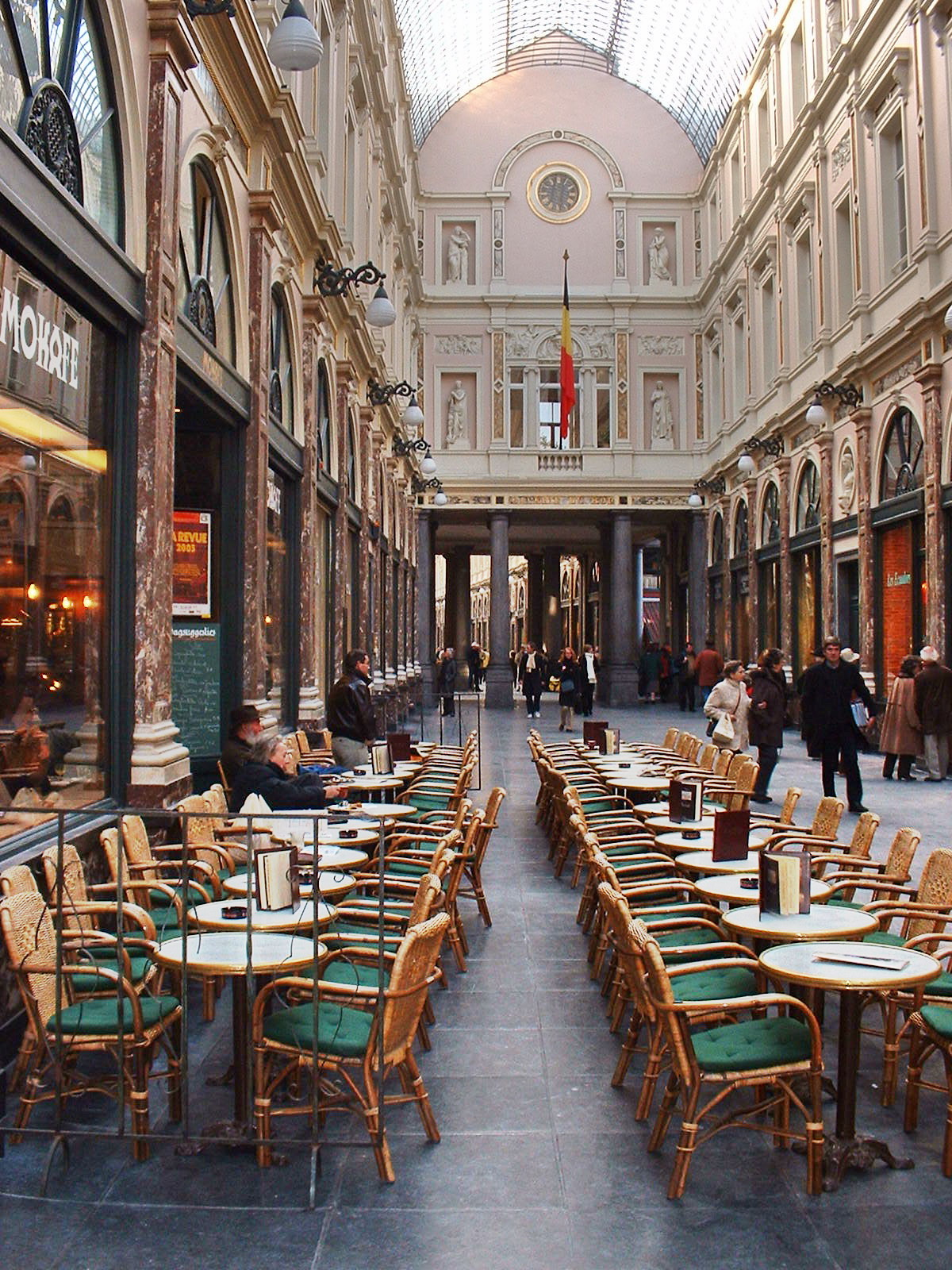
Interiér pasáže